# Nyerges Ágnes
Nyerges Ágnes, lánykori nevén Fülöp Ágnes (Visegrád, 1920. augusztus 12. – Budapest, 1988. szeptember 21.) író, újságíró. Fülöp Zsigmond szakíró, műfordító lánya. Fia Nyerges András író, költő.

## Élete
Fülöp Zsigmond (1882–1948) és Bosányi Margit (1888–?) lánya. Négy gimnáziumi osztály elvégzése után táncosnő lett, s 1942-ben balettmesteri vizsgát tett. 1946-tól szociáldemokrata pártmunkás volt. 1949-1954-ben a Népművelési Minisztérium színházi főosztályának tisztviselője, 1954-1957-ben a Színház és Mozi című hetilap munkatársa, 1957 és 1964 között a Hétfői Hírek újságírója volt. 1964-től a Magyarország című hetilap levelezési rovatát vezette, majd 1975-ben történő nyugalomba vonulásáig olvasószerkesztőként dolgozott. 1976-1986 között a Magyar Konyha című gasztronómiai magazin főszerkesztője volt.

## Főbb művei
- Jóslatok, álmok, csodák (Budapest, 1961)
- Mai fiatalok? (Budapest, 1978)
- Viselkedjünk (Budapest, 1987)